# Moisés Villanueva de la Luz
Moisés Villanueva de la Luz (Xochapa, Guerrero, 17 de noviembre de 1964 - Huamuxtitlán, Guerrero, 17 de septiembre de 2011) fue un político mexicano, miembro del Partido Revolucionario Institucional, que ocupó el cargo de diputado federal y diputado local.
Moisés Villanueva de la Luz era Licenciado en Derecho y Ciencias Sociales por la Universidad Autónoma de Guerrero, su carrera política en el PRI se desarrolló dentro de la estructura de la Confederación Nacional Campesina en Guerrero, donde fue coordinador regional y consejero político estatal, además de capacitador electoral y visitador agrario de la Procuraduría Agraria, además de Diputado al Congreso de Guerrero de 1999 a 2002. Electo diputado federal suplente por el V Distrito Electoral Federal de Guerrero en fórmula con Sofío Ramírez Hernández a la LXI Legislatura en 2009, el 30 de marzo de 2011 asumió la titularidad de la diputación al solicitar licencia el propietario, en la Cámara de Diputados formaba parte de las Comisiones de población, Fronteras y Asuntos Migratorios y Reforma Agraria.
Se reportó su desaparición el 4 de septiembre de 2011 en el trayecto carretero entre las ciudades de Chilapa y Tlapa, en la Región de la Montaña, confirmándose su muerte al ser localizado su cuerpo y de su chofer el 17 de septiembre en las inmediaciones de la población de Huamuxtitlán.